# Example
Elliot John Gleave (20 juni 1982, Londen), alias Example, is een Brits zanger en rapper gelabeld bij Epic Records en Sony Music Entertainment.

## Discografie

### Albums
| Album met hitnotering(en) in de Vlaamse Ultratop 200 albums | Datum van verschijnen | Datum van binnenkomst | Hoogste positie | Aantal weken | Opmerkingen |
| ----------------------------------------------------------- | --------------------- | --------------------- | --------------- | ------------ | ----------- |
| What we made                                                | 17-09-2007            | -                     |                 |              |             |
| Won't go quietly                                            | 21-06-2010            | -                     |                 |              |             |
| Playing in the shadows                                      | 04-09-2011            | -                     |                 |              |             |
| The evolution of man                                        | 18-11-2012            | -                     |                 |              |             |

### Singles
| Single met eventuele hitnotering(en) in de Nederlandse Top 40 | Datum van verschijnen | Datum van binnenkomst | Hoogste positie | Aantal weken | Opmerkingen                                     |
| ------------------------------------------------------------- | --------------------- | --------------------- | --------------- | ------------ | ----------------------------------------------- |
| We'll be coming back                                          | 30-07-2012            | 08-09-2012            | 30              | 4            | met Calvin Harris / Nr. 28 in de Single Top 100 |

| Single met hitnotering(en) in de Vlaamse Ultratop 50 | Datum van verschijnen | Datum van binnenkomst | Hoogste positie | Aantal weken | Opmerkingen          |
| ---------------------------------------------------- | --------------------- | --------------------- | --------------- | ------------ | -------------------- |
| Kickstarts                                           | 06-09-2010            | 02-10-2010            | tip4            | -            |                      |
| Changed the way you kiss me                          | 01-08-2011            | 03-09-2011            | 37              | 5            |                      |
| Natural disaster                                     | 03-10-2011            | 29-10-2011            | tip49           | -            | met Laidback Luke    |
| Stay awake                                           | 17-10-2011            | 10-12-2011            | tip29           | -            |                      |
| We'll be coming back                                 | 2012                  | 04-08-2012            | tip4            | -            | met Calvin Harris    |
| Thursday                                             | 2013                  | 19-11-2013            | tip61           | -            | met de Pet Shop Boys |
| One more day (Stay with me)                          | 2014                  | 19-07-2014            | tip83           | -            |                      |
| The answer                                           | 2018                  | 03-02-2018            | tip             | -            |                      |